# Still Got It
Still Got It è un singolo del rapper statunitense Tyga, pubblicato nel 2011 ed estratto dall'album Careless World: Rise of the Last King. Il brano è stato realizzato con la collaborazione di Drake.

## Tracce
- Download digitale

1. Still Got It (featuring Drake) – 3:43